# Bitva u Arbalo

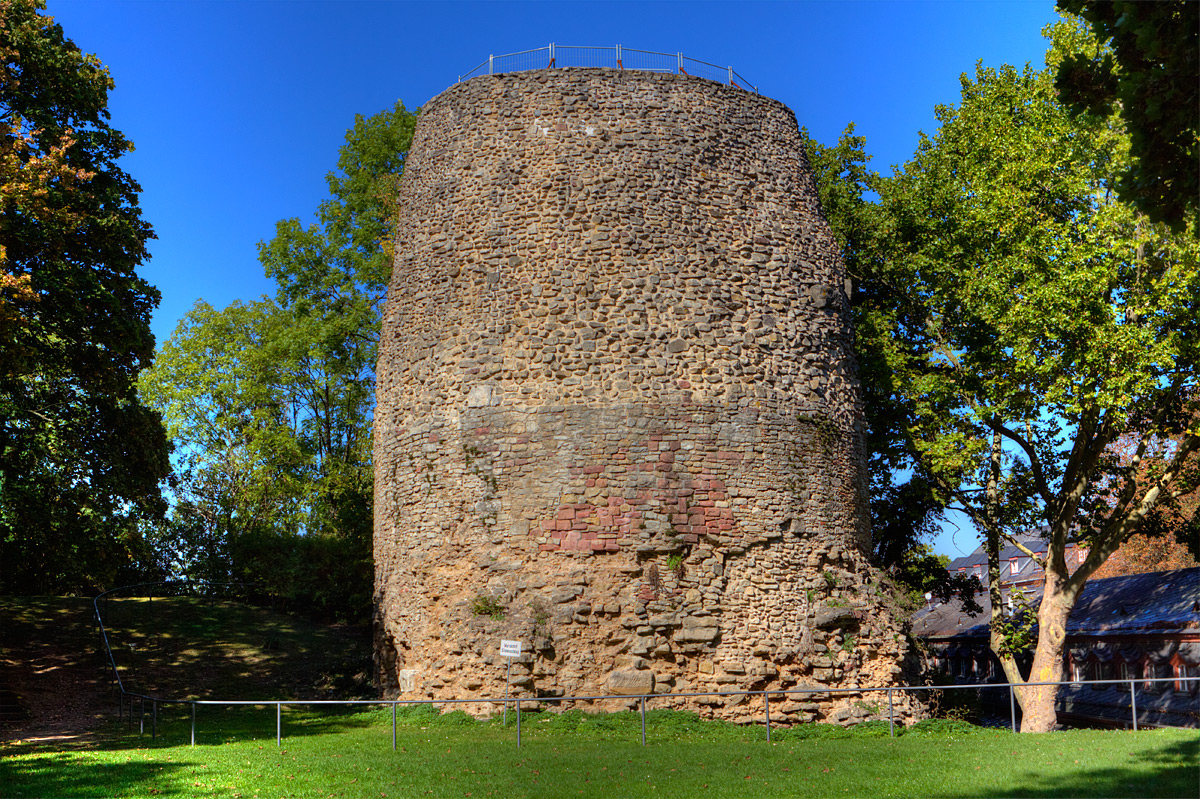
Drusův kenotaf v Mohuči, postavený v roce 9 př. n. l. římskými vojsky na počest zemřelého vojevůdce Drusa

Bitva u Arbalo byla svedena mezi Římany a Germány v roce 11 př. n. l. Byla součástí vojenského tažení římského vojevůdce Drusa do Germánie. Důvodem tohoto vojenského tažení byly vzrůstající germánské vpády přes řeku Rýn do Galie.

## Bitva
V rámci římských tažení v Germánii za vlády císaře Augusta a římské imperiální expanze, dostal Augustův nevlatní syn a vojevůdce Nero Claudius Drusus rozkaz zabezpečit region na obou stranách řeky Rýn. Na jaře 11 př. n. l Drusus se svým vojskem překročil Rýn a porazil germánský kmen Usipetů. Postavil most přes řeku Lippe a nerušeně s vojskem postupoval územím kmenů Sugambrů a Cherusků k řece Visburgis.
Podle Plinia byla během zpátečního pochodu k Rýnu Drusova vojska vylákána na místo nazývané Arbalo, kde byla podle Cassia Dia napadena v úzkém průsmyku lesa germánskými kmeny Cherusků a Sugambrů.
Cheruskové a další kmeny Drusovu armádu během návratu k Rýnu sledovali a podnikali na ní výpady s rychlými ústupy. Na místě bitvy, zaujali výhodnou pozici, přičemž využili moment překvapení a v boji byli úspěšní. V jedné chvíli se Germáni rozhodli na nějakou dobu ustoupit, což umožnilo Římanům přejít z defenzívy do protiútoku, přičemž prorazili germánské křídlo bránící jeden z volných průchodů z těsného lesního průsmyku a unikli z dosahu germánských válečníků. Následně v místě bitvy postavili opevněnou pevnost a tím zabránili dalším germánským provokacím. Drusus pouhé dva roky po bitvě u Arbalo zemřel po pádu z koně.

## Místo bitvy
Za místo Drusovy pevnosti a bitvy u Arbalo je považováno několik míst. Podle Cassia Dia byla jedna opevněná pevnost provokativně postavena na území Cherusků, konkrétně „v místě, kde se spojují řeky Lupia a Eliso“. O místě pevnosti se mezi historiky diskutovalo více než 150 let. Lupia je řekou Lippe a řekou Eliso historikové označili řeku Alme, která je přítokem řeky Lippe. Soutok těchto řek se nachází nedaleko Paderbornu, asi 60 kilometrů východně od Rýna. To by nasvědčovalo tomu, že Arbalo je totožné s římským vojenským táborem jehož vykopávky se v těchto místech objevily. Římský vojenský tábor byl zhruba čtvercového tvaru o rozloze 36 hektarů, což bylo dostatečně velké pro dvě legie. Při vykopávkách nebyly nalezeny žádné trvalé stavby, což by nasvědčovalo tomu, že se jednalo pouze o pochodový a nikoliv zimní tábor. Dalším potencionálním místem bitvy by mohl být římský vojenský tábor Oberaden s rozlohou přibližně 56 hektarů v zemském okrese Unna v Severním Porýní-Vestfálsku.